# Lagoa do Caiado

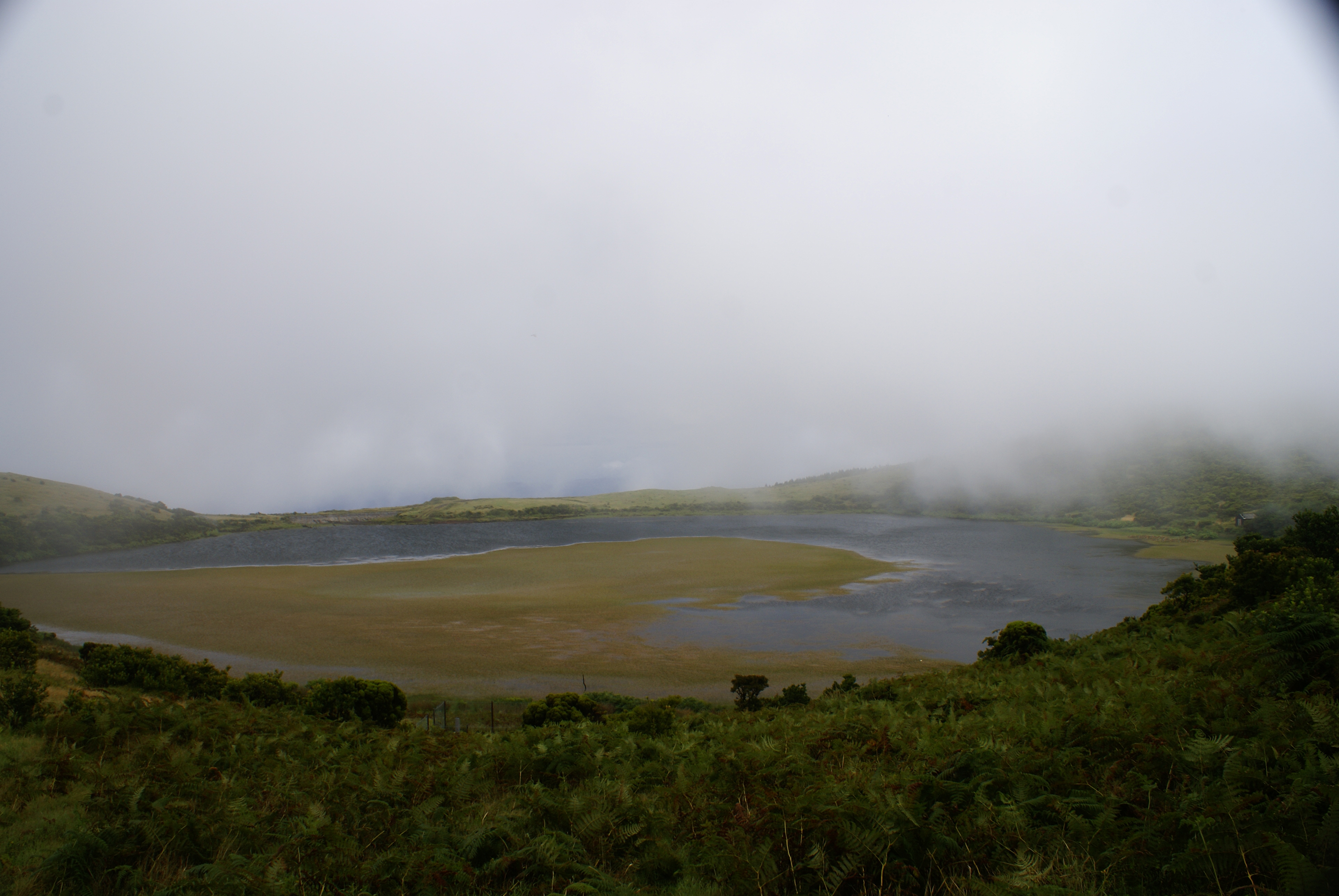
Lagoa do Caiado, vista parcial.

A Lagoa do Caiado é uma lagoa de altitude, localizada na freguesia e de São Roque, na ilha do Pico, arquipélago dos Açores.
Esta lagoa encontra-se próxima da Lagoa do Landroal, da Lagoa Seca, do Cabeço da Rocha e do Pico do Landroal e do Cabeço da Passagem.
Encontra-se integrada no planalto central da ilha, entre vários cones vulcânicos, dentro da Reserva Florestal Natural Parcial da Lagoa do Caiado. Reserva onde é possível observar diversas espécies endémicas da flora da macaronésia, tais como cedro-do-mato, a Erica azorica, o louro, o azevinho, a uva-do-mato, o bucho, o pau-branco, a urze.